# JoAnn Falletta
JoAnn Falletta (Brooklyn, 27 febbraio 1954) è una direttrice d'orchestra statunitense.

## Biografia
Nata a New York, JoAnn Falletta è cresciuta in una famiglia italo-americana.
Ha iniziato la sua carriera come chitarrista e mandolinista, collaborando con il Metropolitan Opera House e la New York Philharmonic come aggiunta orchestrale.
Nel 1972 entra al Mannes College of Music come studentessa di chitarra, ma in seguito alle prime esperienze di direzione cambia il corso di studi e intraprende lo studio della direzione d'orchestra (non senza reticenze da parte dell'istituto). Dopo la laurea ha proseguito ulteriormente gli studi accademici al Queens College alla Juilliard School. Tra i suoi mentori per la direzione d'orchestra figurano Jorge Mester, Semyon Bychkov e Leonard Bernstein.
Nel 1987 viene inclusa nel documentario svedese Una donna è una scommessa rischiosa: sei direttori d'orchestra, diretto da Christina Olofson. JoAnn Falletta appare mentre dirige la Queens Philharmonic nella La sagra della primavera di Stravinskij, durante le prove e l'esecuzione.
Nel 1991 è stata nominata Direttore musicale dell'Orchestra Sinfonica della Virginia, incarico che ricopre ancora oggi e che, dopo varie estensioni contrattuali, lascerà nel 2020.
Nel 1998 è stata nominata Direttore musicale della Orchestra Filarmonica di Buffalo, assumendo la carica a partire dalla stagione 1999-2000. Durante la sua permanenza a Buffalo, l'orchestra ha effettuato registrazioni per la Naxos Records e si è esibita alla Carnegie Hall dopo un'assenza di 20 anni. Nel 2015 ha esteso il suo contratto fino alla stagione 2020-2021.
Nel 2011 è stata nominata consulente artistico dell'Orchestra Sinfonica delle Hawaii.
Nel corso della sua carriera è stata inoltre Direttore musicale della Jamaica Symphony Orchestra (1977-1989), della Denver Chamber Orchestra (1983-1992), della Bay Area Women's Philharmonic (1986-1996) e della Long Beach Symphony Orchestra (1989-2000). È stata Associate Conductor della Milwaukee Symphony Orchestra (1985-1988), Direttore Principale ospite al Brevard Music Institute (2011-2013) e Direttore principale dell'Orchestra Ulster (2011-2014), prima americana e prima direttrice donna ad essere nominata direttore principale dell'orchestra. Durante la stagione 2015-2016 è stata Direttore ospite dell'Orlando Philharmonic Orchestra.
Ha prestato servizio nel Consiglio Nazionale per le Arti dal 2008 al 2012, su nomina presidenziale di George W. Bush.

### Vita privata
Nel 1986 Falletta ha sposato Robert Alemany, un analista di sistemi per l'IBM e clarinettista.

## Premi e riconoscimenti
Falletta ha vinto una serie di premi di direzione, tra cui il Seaver/National Endowment per l'Arts Conductors Award nel 2002, il Concorso Stokowski, il Premio Toscanini, il Ditson Conductor's Award ed il Bruno Walter Award per la direzione.
Ha inoltre ricevuto undici premi da ASCAP per la programmazione creativa, così come l'American Symphony Orchestra League’s John S. Edwards Award. Falletta ha sostenuto il lavoro di diversi compositori americani contemporanei durante la sua carriera, con un vasto repertorio di nuove opere e oltre 100 anteprime mondiali al suo attivo.
Nel 2013 è stata inserita dalla Biblioteca della Virginia tra le Donne della Virginia nella storia.

## Discografia
JoAnn Falletta ha inciso oltre 70 album per etichette come Naxos Records, con opere di Brahms, Barber, Schubert, di donne compositrici come Fanny Mendelssohn, Clara Schumann, Lili Boulanger, Germaine Tailleferre e compositori contemporanei come John Corigliano.